# Tonelero (S-42)
Pour les autres navires du même nom, voir Tonelero.
Le Tonelero (pennant number : S-42) est un sous-marin de la marine brésilienne de classe Riachuelo, dérivé de la classe Scorpène. Il est fabriqué au Brésil. Sa mise à l'eau s'est déroulée le 27 mars 2024 sur le chantier naval d'Itaguaí, en présence du président de la République française, Emmanuel Macron, et celui de la République fédérative du Brésil, Luiz Inácio Lula da Silva.
Les navires de la classe Riachuelo sont plus grands en longueur, en tonnage et en capacité de charge que les navires français originaux. La version brésilienne a 71,62 mètres de long et 1 870 tonnes de déplacement en surface, contre 66,4 mètres et 1 717 tonnes pour les Scorpène.

## Historique
La livraison du premier sous-marin de la nouvelle classe Riachuelo, le Riachuelo, était initialement prévue pour l’année 2015 par la marine brésilienne. Cependant, après quelques reports, le Riachuelo a été lancé en décembre 2018 afin de commencer sa phase d’essais, qui durera deux ans, puis d’être mis en service.
Le Tonelero a, quant à lui, été lancé en mars 2024.
Les autres sous-marins de la classe Riachuelo, hormis le Riachuelo déjà prêt, seront le Humaitá et le Angostura.

## Nom
Le Tonelero est le troisième navire de la marine brésilienne à recevoir ce nom, nommé ainsi en l'honneur de la bataille de Tonelero, victoire de la marine impériale brésilienne en 1851 sur la rive droite du fleuve Paraná. Il est le deuxième sous-marin de ce nom, après le Tonelero , un sous-marin de classe Oberon (1977-1991).